# Илеана Румынская
Принцесса Илеана Румынская (рум. Principesa Ileana a României; 5 января 1909, Бухарест, Румыния — 21 января 1991, Янгстаун, Огайо) — младшая дочь короля Румынии Фердинанда I и его супруги королевы Марии Эдинбургской.

## Биография
Илеана родилась 5 января 1909 года в Бухаресте. В детстве Илеана бывала в России, где особо выделяла своего троюродного брата, цесаревича Алексея Николаевича. Но детской симпатии, память о которой осталась на малочисленных фотографиях, было не дано перерасти в нечто большее.
До замужества Илеана была организатором и руководителем Девичьего румынского движения.
Позже, когда принцесса вышла замуж, она стала президентом австрийских девушек-гидов. В 1938 году эти организации были запрещены после аншлюса.
Илеана была организатором Резерва Девушек Красного Креста и создала первую школу социальной работы в Румынии.
Она была энергичным матросом: она умела работать с навигатором, владела и плавала на корабле «Isprava» на протяжении многих лет.

### Брак

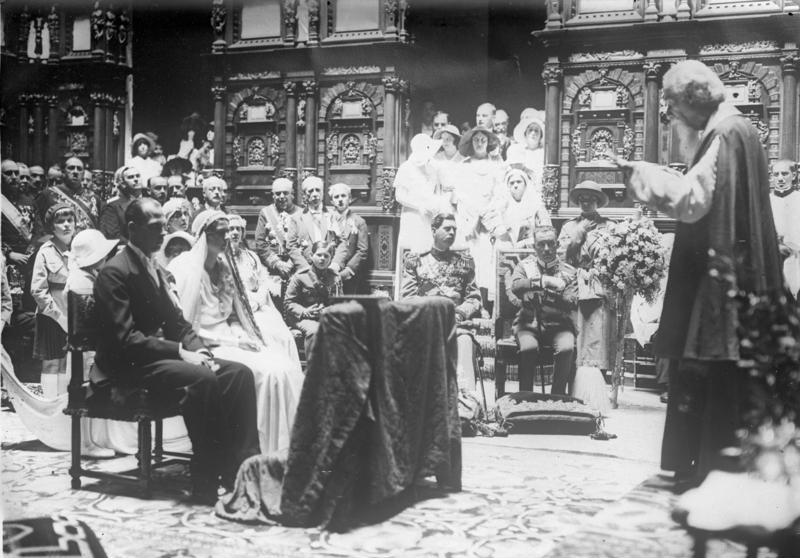
Свадьба принцессы Илеаны

В Синае 26 июля 1931 года Илеана вышла замуж за эрцгерцога Антона Австрийского, принца Тосканы. Этого брака очень хотел брат Илеаны, король Кароль II, которому не нравилась чрезмерная популярность Илеаны в Румынии, и он хотел, чтобы она покинула её. После свадьбы Кароль сказал, что румынский народ никогда не потерпит Габсбургов на румынской территории, и на этом основании Илеане и Антону пришлось покинуть Румынию.
После того как её муж был призван в Военно-воздушные силы Германии, Илеана организовала госпиталь для раненых румынских солдат в их замке, Соннебург. В 1944 году она с детьми вернулась в Румынию, где они жили в замке Бран, близ Брашова. Эрцгерцог Антон присоединился к ним, но был помещен под домашний арест Красной Армией. Принцесса Илеана работала в другой больнице в деревне Бран, которую она назвала «Сердцем Королевы», в память о её матери, королеве Марии.

### После изгнания
После того как Михай I отрёкся от престола, Илеана и её семья были изгнаны из новой коммунистической Румынии. После этого они поселились в Швейцарии, затем переехали в Аргентину, и в 1950 году она с детьми переехала в Соединенные Штаты, где купила дом в Ньютоне, штат Массачусетс.
29 мая 1954 года Илеана и Антон официально развелись. 20 июня 1954 года в Ньютоне, штат Массачусетс Илеана вышла замуж за доктора Стефана Николая Иссареску (5 октября 1906 — 21 декабря 2002).
В 1961 году принцесса Илеана ушла в монастырь Покрова Божией Матери в Бюсси-ан-От во Франции. Её второй брак закончился разводом в 1965 году. В монастыре ей дали имя Александра. Она вернулась в Соединенные Штаты и основала православный монастырь Преображения Господня в Элвуд-Сити, штат Пенсильвания, прослужив там в качестве игуменьи до выхода на пенсию в 1981 году (оставалась в монастыре до своей кончины).
В 1990 году в возрасте 81 года, вместе с дочерью, она снова посетила Румынию.
В январе 1991 года при падении она сломала бедро и в больнице перенесла два сердечных приступа. Скончалась через четыре дня 21 января 1991 года.

## Семья
У Илеаны и Антона было шестеро детей:
- Стефан (5 августа 1932 — 12 ноября 1998 года), состоял в морганатическом браке с Эреной Сопер (19 июня 1931 — 14 июля 2015 года), 5 детей, перенес вирусный энцефалит[англ.], страдал от паралича:
  - Кристоф Габсбург-Тосканский (род. 1957)
  - Илеана Габсбург-Тосканская (род. 1958)
  - Питер Габсбург-Тосканский (род. 1959)
  - Констанция Габсбург-Тосканская (род. 1960)
  - Антон Габсбург-Тосканский (род. 1964)
- Мария Илеана (18 декабря 1933 — 11 января 1959 года); вышла замуж за Франца Йозефа Коттулински (3 января 1917 — 11 января 1959 года). Погибла, будучи беременной вторым ребенком, вместе с мужем в авиакатастрофе в Бразилии. Их дочь осталась сиротой.
  - Мария Илеана Коттулинска, баронесса Коттулинска (Мино) (25 августа 1958 - 13 октября 2007)
- Александра (родилась 21 мая 1935 года); жена герцога Эберхарда Евгения, сына принцессы Надежды Болгарской,брак бездетный, развод в 1972 году; в 1973 году вышла замуж за барона Виктора фон Байлоу
  - сын (мертворожденный, 17 марта 1975)
- Доминик[англ.] (родился 4 июля 1937 года), с 1960 года состоял в морганатическом браке с Эндел фон Вос (31 марта 1937 — 27 сентября 2010 года). В мае 2006 года решением румынских властей был награждён правом на замок Бран.
  - граф Сандор фон Габсбург (род. 1965), женат второй раз, от первого брака 1 сын
  - граф Грегор фон Габсбург (род. 1968), женат
- Мария Магдалена (2 октября 1939 — 18 августа 2021), с 1959 состояла в морганатическом браке с бароном Хансом фон Хольмхаузеном (род. 1 сентября 1929 года), 3 детей
  - Иоганн Фридрих Антон, барон фон Хольцхаузен (род. 1960), женат, 1 сын
  - Георг Фердинанд, барон фон Хольцхаузен (род. 1962), женат, 3 детей
  - Александра Мария, баронесса фон Хольцхаузен (род. 1963), замужем, 4 детей
- Елизавета (15 января 1942 — 2 января 2019 года), с 1964 года состояла в морганатическом браке с Фридрихом Сандхофером (род. 1 августа 1934 года), 4 детей
  - Антон Доминик Сандхофер (род. 1966), женат, 1 сын
  - Маргарита Елизавета Сандхофер (род. 1968), замужем, 2 сыновей
  - Андреа Александра Сандхофер (род. 1969), замужем, 2 сыновей
  - Елизавета Виктория Мадгалена Сандхофер (род. 1971), не замужем, детей нет

29 мая 1954 года её брак с Антоном закончился разводом. 19 июня 1954 года Илеана вышла замуж за доктора Стефана Николая Иссареску в Ньютоне, штат Массачусетс.

## Титулы
- 1909—1931 — Её Королевское Высочество Илеана, принцесса Румынии
- 1931—1954 — Её Императорское и Королевское Высочество, Илеана, эрцгерцогиня Австрии, принцесса Тосканы, принцесса Румынии